# 1995 DD
1995 DD är en asteroid i huvudbältet som upptäcktes 20 februari 1995 av den japanska astronomen Takao Kobayashi vid Ōizumi-observatoriet.
Asteroiden har en diameter på ungefär 7 kilometer och den tillhör asteroidgruppen Eunomia.